# ویلیام شکسپیر
ویلیام شکسپیر (انگلیسی: William Shakespeare؛ ۲۶ آوریل ۱۵۶۴ – ۲۳ آوریل ۱۶۱۶) نمایشنامه‌نویس، شاعر و بازیگر انگلیسی بود. او را معمولاً شاعر ملی انگلیس می‌دانند و بسیاری وی را بزرگ‌ترین نویسنده در زبان انگلیسی و بزرگ‌ترین نمایشنامه‌نویس جهان دانسته‌اند. «سخن‌سرای آون» (به انگلیسی: Bard of Avon) یا به اختصار «سخن‌سرا» (به انگلیسی: The Bard) لقبی است که به خاطر محل تولدش در آون واقع در استراتفورد انگلیس به وی داده‌اند. آثار باقی‌مانده از او در کنار همکاری‌ها شامل حداقل ۳۹ نمایشنامه، ۱۵۴ غزلواره و دو شعر روایی طولانی است. نمایشنامه‌های او به هر زبان زندهٔ مطرحی ترجمه شده است و به مراتب بیشتر از آثار نمایشنامه‌نویسان دیگر اجرا می‌شود. می‌توان گفت شکسپیر تأثیرگذارترین نویسنده در زبان انگلیسی است و آثار او همچنان مورد مطالعه و تفسیر مجدد قرار می‌گیرند.
شکسپیر در استراتفورد، واریک‌شر متولد و بزرگ شد. وی در ۱۸ سالگی با ان هتوی ازدواج کرد و صاحب سه فرزند شد: سوزانا هال و دوقلوهای همنت و جودث کواینی. حدوداً بین سال‌های ۱۵۸۵ و ۱۵۹۲، وی فعالیت حرفه‌ای موفق خود را در لندن به عنوان بازیگر، نویسنده و مالک بخشی از یک شرکت بازیگری به نام مردان لرد چمبرلین، که بعداً به عنوان مردان پادشاه شناخته شد، آغاز کرد. به نظر می‌رسد در ۴۹ سالگی (حدود سال ۱۶۱۳) در استراتفورد بازنشسته شده، جایی که سه سال بعد درگذشت. کمتر سوابقی از زندگی خصوصی شکسپیر باقی مانده است. این مسئله گمانه‌زنی‌هایی قابل توجه در مورد مواردی مانند ظاهر فیزیکی، گرایش جنسی، اعتقادات مذهبی و اینکه آیا آثار منتسب به وی توسط دیگران نوشته شده به وجود آورده است.
شکسپیر بیشتر آثار شناخته شده خود را بین سال‌های ۱۵۸۹ و ۱۶۱۳ تولید کرده است. وی سپس تا سال ۱۶۰۸ غالباً تراژدی‌هایی نوشت، از جمله هملت، رومئو و ژولیت، اتلو، شاه لیر و مکبث که همگی از بهترین آثار به زبان انگلیسی محسوب می‌شدند. وی در آخرین مرحله زندگی خود، تراژیکمدی (که به آن عاشقانه‌ها نیز می‌گویند) نوشت و با نمایشنامه‌نویسان دیگر همکاری کرد.
بسیاری از نمایشنامه‌های شکسپیر در دوره‌های مختلف کیفیت و دقت در طول زندگی وی منتشر شده است. با این حال، در سال ۱۶۲۳، دو هم بازیگر و دوستان شکسپیر، جان همینگز و هنری کاندل، متن قطعی‌تری را منتشر کردند که به عنوان اولین برگه، نسخه جمع‌آوری شده پس از مرگ از آثار نمایشی شکسپیر که شامل همه نمایشنامه‌های وی به جز دوتای آنها بود، منتشر شد. بخش آغازین این کتاب با شعری از بن جانسون مزین شد که در آن جانسون از قول معروف شکسپیر «نه از یک دوره بلکه برای همه دوران» استقبال کرد.

## زندگی

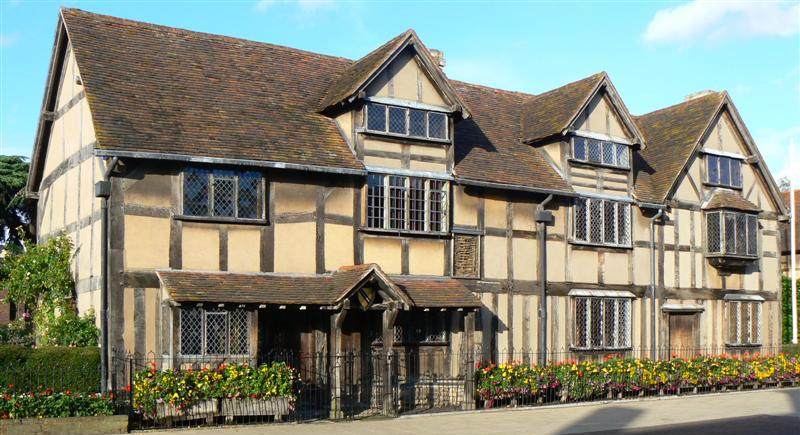
خانه جان شکسپیر، اعتقاد بر این است که زادگاه شکسپیر، در استراتفورد-آن-آون، این خانه بوده است.

ویلیام شکسپیر در ۲۶ آوریل ۱۵۶۴ در شهر استراتفورد در انگلستان غسل تعمید داده شد. شهرت شکسپیر به عنوان شاعر، نویسنده، بازیگر و نمایشنامه‌نویس منحصربه‌فرد است و برخی او را بزرگ‌ترین نمایشنامه‌نویس تاریخ می‌دانند. با این حال، بسیاری از حقایق زندگی او مبهم است. پدرش از صاحب‌منصبان دیوانی بود که گویا بعدها با مشکلات مالی مواجه شد و مادرش فرزند یک زمین‌دار محلی نسبتاً ثروتمند بود. شکسپیر احتمالاً در مدرسهٔ گرامر استراتفورد تحصیل کرده و در آنجا اطلاعات ارزشمندی دربارهٔ لاتین به دست آورده است اما ویلیام رهسپار آکسفورد یا کمبریج نشد.
ویلیام در ۱۸ سالگی با ان هتوی (به انگلیسی: Anne Hathaway) اهل استراتفورد که ۲۶ ساله و باردار بود، ازدواج کرد. سوزانا (Susanna) اولین فرزند از سه فرزند او بود که ۶ ماه پس از ازدواج آن‌ها به‌دنیا آمد و در ۲۶ مهٔ ۱۵۸۳ غسل تعمید داده شد. دو فرزند دیگر او یک دختر و پسر دوقلو به نام‌های جودث (Judith) و همنت (Hamnet) بودند که در سال ۱۵۸۵، درست ۲۱ ماه بعد از تولد سوزانا به‌دنیا آمدند و در ۲ فوریهٔ ۱۵۸۵ غسل تعمید داده شدند. همنت، تنها پسر ویلیام، ۱۱ سال بعد درگذشت.
شکسپیر پس از ازدواج به لندن رفت و در دوره ای از شدت فقر به نگهبانی از اسبان افرادی که به نمایشخانه‌های می‌آمدند مشغول شد و سپس به سبب علاقه شدید وی به نمایش وی در سال‌های ۱۵۸۵ یا ۱۵۸۶ در گروه هنرپیشگان لردلسستر که اندکی بعد به عنوان «بازیگران مخصوص ملکه» مفتخر شد مشغول به کار شد. در آنجا وظیفهٔ ویرایش نمایش‌نامه‌ها را به او سپردند. شکسپیر از این موقعیت استفاده کرد و خود چند نمایشنامه نوشت که با استقبال روبه‌رو شد. پس از آن، تا هفت سال هیج اطلاعی از فعالیت‌هایش نداریم. همچنین وی در سال ۱۵۹۴ به عنوان یکی از سه بازیگر مهم گروه شد.
این دسته شامل کسانی می‌شد که در آن روزگار مشهورترین بازیگران بودند؛ مانند ریچارد باربیج، که بی‌شک خالق نقش‌های هملت، شاه لیر، و اتلو بود. همچنین، رابرت آرمین و ویل کمپ (بازیگران نمایشنامهٔ دلقک و احمق شکسپیر).
همچنین ایشان شناخته‌شده‌ترین بازیگران تئاتر الیزابتی در سال ۱۵۹۹ بودند.
شکسپیر در دوران نخستین، خود را به تئاتر محدود نکرد و در سال ۱۵۹۳ منظومهٔ عشقی-اساطیریِ ونوس و آدونیس
(به انگلیسی: Venus and Adonis) و در سال پس از آن نیز اثر برجسته‌ترِ تجاوز به لوکرسیا (به انگلیسی: The Rape of Lucrece) را به حامی خود، اشراف‌زادهٔ ساوت همپتون، اهدا کرد و تا ۱۵۹۷ او موفق شد خانه‌ای نو در استراتفورد خریداری کند، و اینک او می‌توانست خود را «جنتلمن» بنامد.
فرانسیس میرس (به انگلیسی: Francis Meres) در پالادیس تامیا: خزانهٔ هوش (۱۵۹۸) دربارهٔ شکسپیر می‌گوید: «همان‌طور که پلاتوس و سنکا (به انگلیسی: Plautus and Seneca) بهترین کمدی و تراژدی به زبان لاتین هستند، شکسپیر فاخرترین آن‌ها از هر دو گونه در روی صحنه است.»
با دو چکامه‌ای که شکسپیر در سال‌های ۱۵۹۳ و ۱۵۹۴ به چاپ رساند، اشعار او زودتر از نمایش‌هایش چاپ شدند. همچنین، باید گفت که بیشتر غزل‌های او باید در این سال‌ها نوشته شده باشند و نمایش‌های او پس از سال ۱۵۹۴ پدید آمده‌اند و او به‌طورکلی هر دو سال یک اثر عرضه کرد که هریک شامل سرودها و آهنگ‌هایی بسیار زیبایی می‌شدند.
نمایش‌های ابتداییِ شکسپیر شامل هنری چهارم، تیتوس آندرونیکس، رؤیای شب نیمهٔ تابستان، تاجر ونیزی، و ریچارد سوم می‌شود که همگی در میانه و اواخر دههٔ ۱۵۹۰ تاریخ‌گذاری شده‌اند.
همچنین، بعضی از تراژدی‌های مشهور او که در اوایل دههٔ ۱۶۰۰ نگاشته شده‌اند، مشتمل‌اند بر اتلو، شاه لیر، و مکبث.
در حدود سال ۱۶۱۰ شکسپیر برای استراحت به استراتفورد برمی‌گردد و باز به نوشتن ادامه می‌دهد. این دوره، دورهٔ رمان و کمدی-تراژدی او به حساب می‌آید. او در این مدت، آثاری مانند طوفان، هنری هشتم، سیمبلاین و داستان زمستان را پدید آورد. غزلیات او نخستین بار در سال ۱۶۰۹ به چاپ رسید.

### مرگ
ویلیام شکسپیر در روز ۲۳ آوریل ۱۶۱۶ میلادی در پنجاه و دو سالگی درگذشت. جسدش را دو روز بعد در کلیسای مقدس ترینیتی به خاک سپردند.
او حتی قطعه‌ای ادبی نیز برای روی سنگ قبر خود گفته که بر آن حک شده است:
تو را به مسیح از کندن خاکی که اینجا را دربرگرفته دست بدار!
خجسته باد آنکه این خاک را فروگذارد،
و نفرین بر آنکه استخوان‌هایم بردارد!
او در حالی مُرد که به سال ۱۶۱۶ هیچ نسخهٔ جمع‌آوری شده‌ای از آثارش وجود نداشت، و بعضی از آن‌ها در نسخه‌هایی مستقل چاپ شده بودند که همان‌ها هم بدون نظارت و ویرایش او بود.
در سال ۱۶۲۳ دو تن از اعضای هیئت شکسپیر، جان همینگز و هنری کاندل، نسخه جامع و ویراسته‌ای از نمایش نامه‌هایش را به چاپ رساندند که فِرست فولیو (به انگلیسی: First Folio) نام گرفت.

## نمایشنامه‌ها

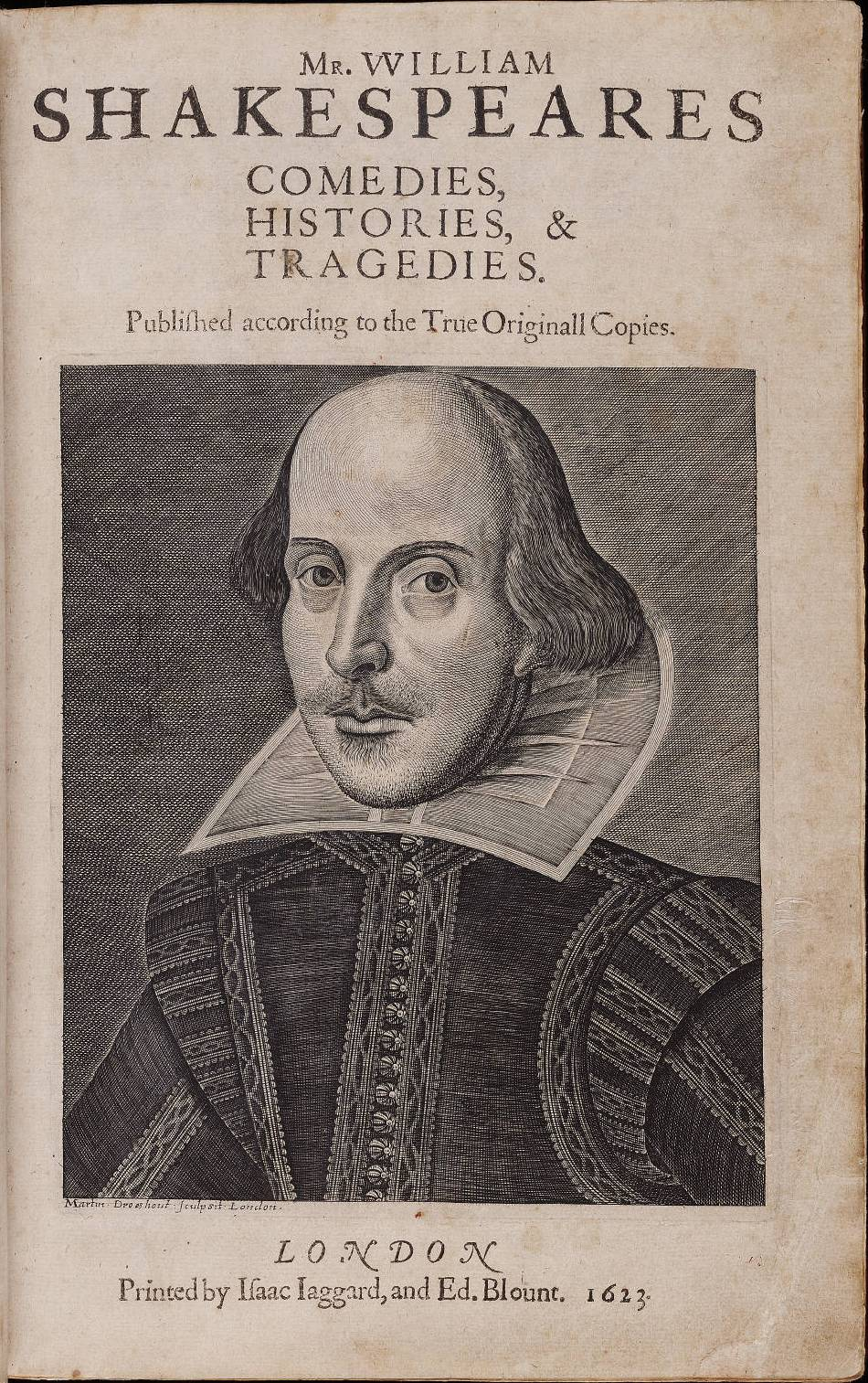
نمایشنامه کمدی فولیوی یکم کتاب نمایشنامه ای اثر شکسپیر

اکثر نمایشنامه‌نویسان این دوره به‌طور معمول در برخی موارد با دیگران همکاری می‌کردند و منتقدان اتفاق نظر دارند که شکسپیر نیز همین کار را انجام داده است؛ به ویژه در اوایل و اواخر کار خود.
اولین آثار ثبت‌شده از شکسپیر، ریچارد سوم و سه قسمت از هنری ششم است که در اوایل دهه ۱۵۹۰ برای یک نمایش تاریخی نوشته شده است. تعیین تاریخ نمایشنامه‌های شکسپیر دقیقاً دشوار است. با این وجود، و مطالعات متون حاکی از آن است که تیتوس آندرونیکوس، کمدی اشتباهات، رام کردن زن سرکش و دو نجیب‌زاده ورونایی نیز ممکن است به اولین دوره شکسپیر تعلق داشته باشند. اولین تاریخچه‌های او که به شدت متأثر از چاپ سال ۱۵۸۷ کتاب رافائل هولینشد تواریخ انگلیس، اسکاتلند و ایرلند است، نتایج مخرب حکومت ضعیف یا فاسد را نمایان می‌کند و به عنوان توجیهی برای پیدایش خاندان تودور تفسیر شده است. نمایشنامه‌های اولیه تحت تأثیر آثار نمایشنامه‌نویسان الیزابت، به ویژه توماس کید و کریستوفر مارلو، از سنت‌های درام قرون وسطایی و نمایشنامه‌های سنکا تأثیر داشتند. کمدی اشتباهات نیز بر اساس مدل‌های کلاسیک ساخته شده بود اما هیچ منبعی برای «رام کردن زن سرکش» یافت نشده است. هرچند که مربوط به یک نمایشنامه جداگانه به همین نام است و ممکن است از یک داستان عامیانه ناشی شده باشد. مانند دو نجیب‌زاده ورونایی که به نظر می‌رسد دو دوست متجاوز را تأیید می‌کنند، داستان رام کردن زن سرکش دربارهٔ اهلی کردن روح مستقل یک زن توسط یک مرد، گاهی منتقدان، کارگردانان و مخاطبان مدرن را آزار می‌دهد.

## سبک کاری شکسپیر
شکسپیر را پدر نمایشنامه نویسی انگلستان می‌دانند. وی موضوع بسیاری از نمایشنامه‌های خویش را از تاریخ روم باستان و کتاب پلوتارک برگزیده و به نیروی تصور و تخیل خویش به صورت تراژدی‌های زیبایی آن‌ها را درآورده است. سبک نویسندگی شکسپیر به مکتب کلاسیسم تعلق دارد. نمایشنامه‌های وی را به تراژدی و کمدی و نمایشنامه‌های تاریخی تقسیم می‌کنند. نمایشنامه‌های اخیر وی ترکیبی از تراژدی و کمدی است. آثار مهم او عبارتند از: اتلو، مکبث، هملت، ژولیوس سزار، تاجر ونیزی، شاه لیر، هنری ششم، هیاهوی بسیار برای هیچ و رویای شب نیمه تابستان.

## مهم‌ترین آثار
- حکایت زمستان
- درد بیهوده عشق
- اتلو
- مکبث
- سیمبلین
- هر طور شما دوست دارید
- همسران خوش ویندزور
- ژولیوس سزار
- قیاس برای قیاس
- ریچارد سوم
- هملت
- طوفان
- تجاوز به لوکرسیا
- خوش است آنچه هست پایانش خوش
- رومئو و ژولیت
- شاه لیر
- تاجر ونیزی
- رؤیای شب نیمه تابستان
- هنری ششم
- دو نجیب‌زاده ورونایی
- تیتوس آندرونیکوس
- کینگ جان
- هنری چهارم
- رام کردن زن سرکش
- کمدی اشتباهات
- هیاهوی بسیار برای هیچ
- هنری پنجم
- تروئیلوس و کریسدا
- آنتونیوس و کلئوپاترا
- تیمون آتنی
- پریکلس
- کوریولانوس
- هنری هشتم

اشعار غنایی شکسپیر نیز از شاهکارهای شعر و ادبیات انگلیسی است. از آن جمله می‌توان به منظومه‌های زیر اشاره کرد:
- مجموعه غزلیات شکسپیر
- ونوس و آدونیس
- زائر پرشور

## میراث
. . . آدم شکسپیر را بدون این که حواسش باشد می‌شناسد. بخشی از جسم و روح انگلیسی‌هاست. . . .

هنری کرافورد در منسفیلد پارکِ جین آستن

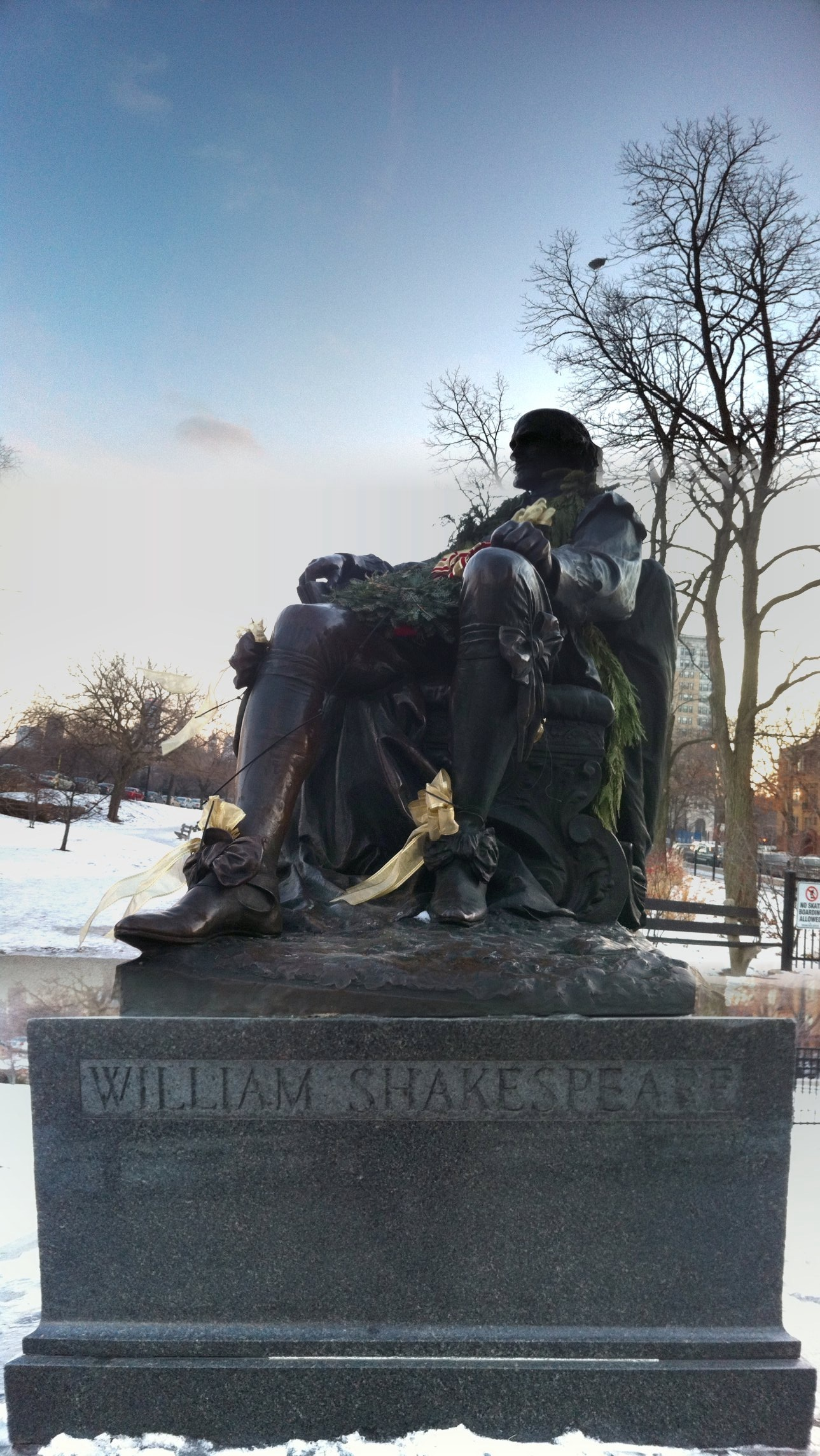
مجسمه ویلیام شکسپیر در پارک لینکلن، شیکاگو

### سینما
فیلم همه چیز حقیقت دارد (All is true) محصول سال ۲۰۱۸ کشور بریتانیا به کارگردانی کنت برانا به روزهای پایانی زندگی ویلیام شکسپیر می‌پردازد. بازیگرانی چون کنت برانا، جودی دنچ، ایان مک‌کلن، کاترین وایلدر، لیدیا ویلسن و جرارد هوران در این فیلم به ایفای نقش پرداخته‌اند. این فیلم که عنوان آن بر اساس نام جایگزین نمایشنامه تاریخی هنری هشتم به قلم ویلیام شکسپیر و جان فلچر انتخاب شده، در تاریخ ۲۱ دسامبر ۲۰۱۸ به روی پرده سینماهای آمریکا رفت و در جشنواره فیلم‌های بزرگسالان ۲۰۱۹ برنده یک جایزه شد.

### واژگان
تعداد کل واژگان مورد استفادهٔ شکسپیر ۲۹٬۰۶۶ واژه است که از واژگان فردوسی و هومر غنی‌تر است. تعداد واژه‌هایی را که او به زبان انگلیسی افزود، ۱۷۰۰ تا شمرده‌اند.